# Kap Freeman (Grahamland)
Kap Freeman ist ein Kap an der Bowman-Küste des Grahamlands auf der Antarktischen Halbinsel. Es bildet das östliche Ende einer Halbinsel, welche das Seligman Inlet im Norden vom südlich liegenden Trail Inlet trennt.
Vermutlich wurde das Kap vom australischen Polarforscher Hubert Wilkins bei seinem Flug am 20. Dezember 1928 erstmals gesichtet. Erste Luftaufnahmen entstanden beim Überflug durch den US-amerikanischen Polarforscher Lincoln Ellsworth im Jahr 1935, die dem Geographen W. L. G. Joerg als Vorlage für eine Kartierung dienten. Weitere Luftaufnahmen fertigten Wissenschaftler der United States Antarctic Service Expedition (1939–1941) im Jahr 1940 an. Der Falkland Islands Dependencies Survey nahm 1947 eine geodätische Vermessung vor und benannte das Kap nach Reginald Leonard Freeman (1913–1988), Landvermesser des Survey auf der Stonington-Insel.